# Đại Việt Quốc gia Liên minh
Đại Việt Quốc gia Liên minh, sau đổi thành Việt Nam Quốc dân Hội, là một tổ chức chính trị liên minh giữa các chính đảng người Việt chủ trương dựa vào thế lực Nhật chống Pháp để giành độc lập. Liên minh này hoạt động từ đầu năm 1944 đến tháng 5 năm 1945 thì tan rã.

## Hình thành và hoạt động
Cuộc năm 1940, quân Nhật tiến vào Đông Dương. Một mặt, chính quyền quân sự Nhật vẫn duy trì và sử dụng bộ máy cai trị của chính quyền thực dân Pháp để tập trung cho chiến tranh, mặt khác, công khai hoặc bí mật thành lập các tổ chức chính trị, quân sự, kinh tế của Nhật, hoặc do người Nhật ủng hộ, nhằm cơ sở chính trị cho Nhật sau này, khi có khả năng độc quyền kiểm soát Đông Dương.
Đầu năm 1944, nhằm thay thế cho tổ chức Việt Nam Phục quốc Đồng minh Hội đã bị người Pháp đánh tan rã, người Nhật đã hỗ trợ Nguyễn Xuân Tiếu, một chính trị gia có xu hướng thân Nhật và bảo hoàng, thành lập một tổ chức liên minh các đảng phái chủ trương dựa vào thế lực Nhật để chống lại chính quyền thực dân Pháp. Tổ chức này lấy tên là Đại Việt Quốc gia Liên minh, với nòng cốt là Đại Việt Quốc xã Đảng liên minh với các đảng khác như Đại Việt Dân chính Đảng (lãnh tụ Nguyễn Tường Tam) và Đại Việt Duy dân Đảng (lãnh tụ Lý Đông A), do Nguyễn Xuân Tiếu làm Chủ tịch.
Không lâu sau, nhóm Tân Việt Nam Quốc dân Đảng (lãnh tụ Nhượng Tống) cũng gia nhập Đại Việt Quốc gia Liên minh. Lúc này Liên minh đổi tên thành Việt Nam Quốc dân Hội. Tháng 2 năm 1945, đến lượt Đại Việt Quốc dân Đảng cũng cử đại diện tham gia Liên minh.

## Ủy ban Chính trị Bắc Kỳ và sự tan rã của Liên minh
Ngày 9 tháng 3 năm 1945, Nhật đảo chính Pháp tại Đông Dương. Ngày 11 tháng 3 năm 1945, Liên minh thành lập Đại Việt Quốc gia Cách mệnh Ủy viên hội với mục đích sẽ trở thành một quốc hội và chính phủ lâm thời để tiếp quản quyền điều hành từ tay người Nhật.
Tuy nhiên, chính phủ Tokyo đã chọn duy trì thể chế quân chủ của triều đình Huế và giao một phần chính quyền cho chính phủ Trần Trọng Kim, với nhiều nhân sự là thành viên của Đại Việt Quốc xã hoặc có xu hướng bảo hoàng. Sự việc này làm cho đã làm phát sinh mâu thuẫn giữa các đảng thành viên. Trừ Đại Việt Quốc xã và một số tổ chức chính trị nhỏ với xu hướng Bảo hoàng tiếp tục cộng tác với người Nhật, các đảng phái theo xu hướng Quốc dân đều ly khai và tìm cách phát triển cơ sở, chủ yếu sự hỗ trợ từ hải ngoại của chính phủ Trung Hoa Dân quốc. Từ tháng 5 năm 1945, Liên minh chính thức tan rã.